# 夏侯恵
夏侯 恵（かこう けい、生没年不詳）は、中国三国時代の政治家。魏に仕えた。字は稚権。父は夏侯淵。兄は夏侯衡・夏侯覇・夏侯称・夏侯威・夏侯栄。弟は夏侯和。『三国志』魏志「諸夏侯曹伝」等に記述がある。
幼少のときから才能と学問に優れ、賞讃を受けていた。また奏議に優れていたともいう（「諸夏侯曹伝」が引く『文章叙録』）。
太和年間に、他の3人の兄弟達とともに関内侯を与えられた（「諸夏侯曹伝」）。
あるとき、広く才能のある人物を求める詔勅が下った。夏侯恵は劉劭の人物をかねてから評価していたこともあり、美辞麗句を用いた推薦文を書き、これを上奏した（「劉劭伝」）。
後に散騎侍郎・黄門侍郎となった。よく鍾毓と議論を交わすことがあり、夏侯恵の意見が採用されることが多かったという（「諸夏侯曹伝」が引く『文章叙録』）。
燕国の相に転出し、楽安太守にまでなった。没年は不明だが、37歳で死去した。
その文章や賦は三国志の編纂当時において、蘇林・韋誕・孫該・杜摯らの作品と共に、多くが伝わっていたという（「劉劭伝」）。
小説『三国志演義』では字を雅権とされている。兄の夏侯覇・夏侯威、弟の夏侯和とともに司馬懿配下の武将として活躍し、蜀漢の諸葛亮の北伐を防ぐ任務を果たしている。